# Lao Theung

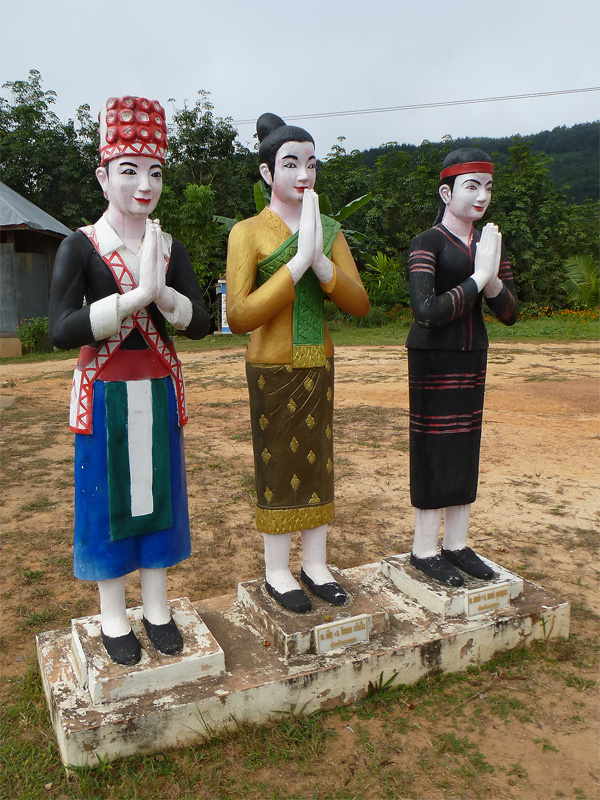
Darstellung der drei Hauptgruppen der Bevölkerung von Laos am That Luang Namtha: Lao Theung rechts.

Die Lao Theung (auf Laotisch: ລາວເທິງ, ALA-LC: lāo thœng, Aussprache: [láːw tʰɤŋ], „Berghang-Laoten“) sind eine der drei von der Regierung definierten Kategorien in der Bevölkerung von Laos. Diese sind nicht in erster Linie ethnisch, sondern topographisch nach dem Lebensraum definiert. Lao Theung umfasst die Völker, die typischerweise in mittlerer Höhe an Berghängen und auf den Hochebenen von Laos siedeln. Sie stellen mit 23 % (Stand 2005) die zweitgrößte Hauptgruppe der Bevölkerung von Laos.
Implizit gehen mit der Einteilung auch Unterschiede in Sprache, Besiedlungsgeschichte und traditioneller Lebensweise einher. Die zur Kategorie der Lao Theung gezählten Völker siedelten bereits auf dem Gebiet des heutigen Laos, bevor die heutige Mehrheitsethnie der Tai-sprachigen Lao (bzw. Lao Loum) einwanderte. Sie sprechen überwiegend austroasiatische Sprachen (Mon-Khmer) und praktizieren traditionell Brandrodungsfeldbau.

## Geschichte
Die Bevölkerung des heutigen Laos bis zum 1. Jahrtausend n. Chr. – die sogenannten Proto-Lao – war mutmaßlich ethnisch verwandt mit den heutigen Lao Theung. Die monumentalen Urnen auf der Ebene der Steinkrüge waren höchstwahrscheinlich ihre Schöpfungen. Die Lao Loum (Tai-Völker, hauptsächlich die ethnischen Lao) wanderten ab dem 9. oder 10. Jahrhundert aus Südchina und Nordwest-Vietnam in das Gebiet des heutigen Laos ein, wobei sie die angestammte Bevölkerung aus dem Tiefland und den Tälern in die Berge verdrängten.
Die traditionelle Bezeichnung der Tai-Lao für die Lao Theung war khā (ຂ້າ), ursprünglich eine allgemeine Bezeichnung der Tai für andere Völker, die später aber auch die abwertende Bedeutung „Sklaven“ oder „Wilde“ bekam. Vietnamesen, Kambodschaner, Siamesen, Lao und Chinesen machten Jagd auf die Völker des Hochlands, um sie zu versklaven. Es gab aber auch Sklaverei der Lao Theung untereinander, so versklavten z. B. die Brao Angehörige ihrer Nachbarvölker. Angehörige von Stämmen der Lu, Lamet und Khmu waren Bedienstete der Fürsten und sind noch heute schlecht bezahlte Arbeiter. Einige Stämme der Lao Theung nahmen die laotische Sprache und den Buddhismus an, andere blieben bei ihren ethnischen Religionen. Noch heute bezeichnen manche Tieflandbewohner die Lao Theung wegen ihrer dunkleren Hautfarbe und der anderen ethnischen Zugehörigkeit als kha.
Die Kategorie der Lao Theung – neben Lao Loum und Lao Soung – wurde nach der Unabhängigkeit Laos’ in den 1950er-Jahren eingeführt. Sie wurde auch von den pro-kommunistischen Rebellen der Pathet Lao verwendet, die die Minderheiten der Lao Theung und Lao Soung für den nationalen Befreiungskampf zu gewinnen suchten. Die von den Pathet Lao bzw. der Laotischen Revolutionären Volkspartei ideologisch beworbene Gleichstellung der drei Volksgruppen als gleichberechtigte Bestandteile der laotischen Nation hatte aber nach deren Machtübernahme 1975 nur wenig praktische Auswirkungen.

## Lebensweise
Die Lao Theung leben traditionell von der Jagd und von Brandrodungsbau. Meist sesshaft geworden – bauen sie Reis, Tabak, Baumwolle, Tee und Kaffee mittels einfacher Gerätschaften an oder betreiben Viehzucht. Sie leben oft als Großfamilien in langgestreckten Pfahlbauten. Die Dörfer sind straff organisiert. Es gibt Speicher, Junggesellen- und Versammlungs-, Geister- und Totenhäuser. Die Bauten sind kunstfertig aus Holz, Bambus und Flechtwerk errichtet und haben hohe, steile Dächer.

## Regionale Verbreitung
Die Lao Theung sind über die Hochebenen des gesamten Landes verbreitet, vornehmlich sind sie jedoch im Norden und Osten beheimatet. Der Begriff Lao Theung fasst mehrere Dutzend Völker zusammen. In den nördlichen Bergregionen siedeln die Khmu, die zahlenmäßig größte Untergruppe der Lao Theung. In Zentral-Laos leben die Katang, das zweitgrößte Lao-Theung-Volk. Die bedeutendsten Untergruppen in Südlaos sind die Laven, Tau Oi und Souei. Die größte Vielfalt von Mon-Khmer-Völkern findet man in den südlichen Provinzen, vor allem auf dem Bolaven-Plateau.